# Славгущи
Славгущи — деревня в Рамешковском районе Тверской области.

## География
Находится в восточной части Тверской области на расстоянии приблизительно 35 км на восток-юго-восток по прямой от районного центра поселка Рамешки.

## История
Известна с 1627—1629 годов как пустошь Славущье. В 1859 году в русской владельческой деревне Славгущи 17 дворов, в 1887 — 36. В советское время работали колхозы «Свободный труд», «Красный Октябрь» и «Свободный труд». В 2001 году в деревне имелось 3 дома дачников и наследников. До 2021 входила в сельское поселение Ильгощи Рамешковского района до их упразднения.

## Население
Численность населения: 116 человек (1858 год), 214 (1887), 0 (1989), 0 как в 2002 году, так и в 2010.